# Ліцеїстка
«Ліцеїстка» (італ. La liceale) — італійська еротична комедія режисера Мікеле Массімо Тарантіні.
Прем'єра відбулась 31 жовтня 1975 року.

## Сюжет
Ліцеїстка Лоредана, батьки якої не живуть разом, веде досить розпусний спосіб життя. Вона дражнить хлопців, завдяки своїй вроді користується привітністю чоловіків, іноді потрапляє у різні перипетії через це. До їхнього класу переводиться новий учень Біллі, який приїхав з Америки. Лоредана одразу починає загравати з ним, але він не знає на що вона здатна і закохується у неї без тями. Лоредана під час відвідування батька знайомиться з інженером з Туріна Марко, віддає йому свою цнотливість, і, як вона сама думає, закохується у нього. Однак він має родину і покидає Лоредану, від'їжджаючи додому. Дівчина з горя хоче стати шльондрою, а Біллі дізнається про Марко і переслідуючи його, потрапляє до аварії. Лоредана, дізнавшись про Біллі, повертається до нього.

## Актори
| Актор                | Роль                  |
| -------------------- | --------------------- |
| Глорія Гвіда         | Лоредана              |
| Джузеппе Памб'єрі    | Марко Сальві          |
| Джанфранко д'Анджело | професор Джанні Гуїді |
| Джизелла Софіо       | Ельвіра               |
| Родольфо Біготті     | Біллі                 |
| Альваро Віталі       | Петручо Ск'яча        |
| Анджела Дорія        | Лучія                 |
| Ілона Шталлер        | Моніка                |
| Франко Діогене       | коханець Моніки       |
| Марчелло Мартана     | батько Лучії          |
| Ренцо Маріньяно      | професор Манчінеллі   |
| Енцо Канавале        | Освальдо              |
| Маріо Каротенуто     | батько Лоредани       |
| Фартунато Арена      | поліцейський          |
| Енніо Колаянні       | доглядач              |
| Алена Пенц           | секретарка            |

## Знімальна група
Режисер — Мікеле Массімо Тарантіні.
Продюсери — Лучіано Мартіно, Джанні Сараго
Сценаристи — Франческо Міліція, Маріно Онораті, Мікеле Массімо Тарантіні.
Оператор — Джанкарло Феррандо.
Композитор — Вітторіо Пеццолла.
Художники — Еліо Мікелі, Паоло Інноченці.
Монтаж — Раймондо Крочані.